# Bandiera della Cecenia
La bandiera della Cecenia è la bandiera ufficiale della repubblica federata cecena dal 22 giugno 2004.

## Descrizione
La bandiera nazionale della Repubblica cecena, di proporzioni 2:3, è composta da tre bande orizzontali: una banda superiore di colore verde, una banda centrale di colore bianco e una banda inferiore di colore rosso. La banda di colore verde appare larga più della metà dell'intero drappo mentre quella bianca appena circa un decimo della larghezza. Sulla sinistra è presente una banda verticale di colore bianco con ornamenti di colore oro.

## Bandiere storiche

Bandiera della Cecenia (1785-8 marzo 1840)
Bandiera della Repubblica delle Montagne del Caucaso Settentrionale (1917-1922)
Bandiera dell'Emirato del Caucaso settentrionale (1918-1920)
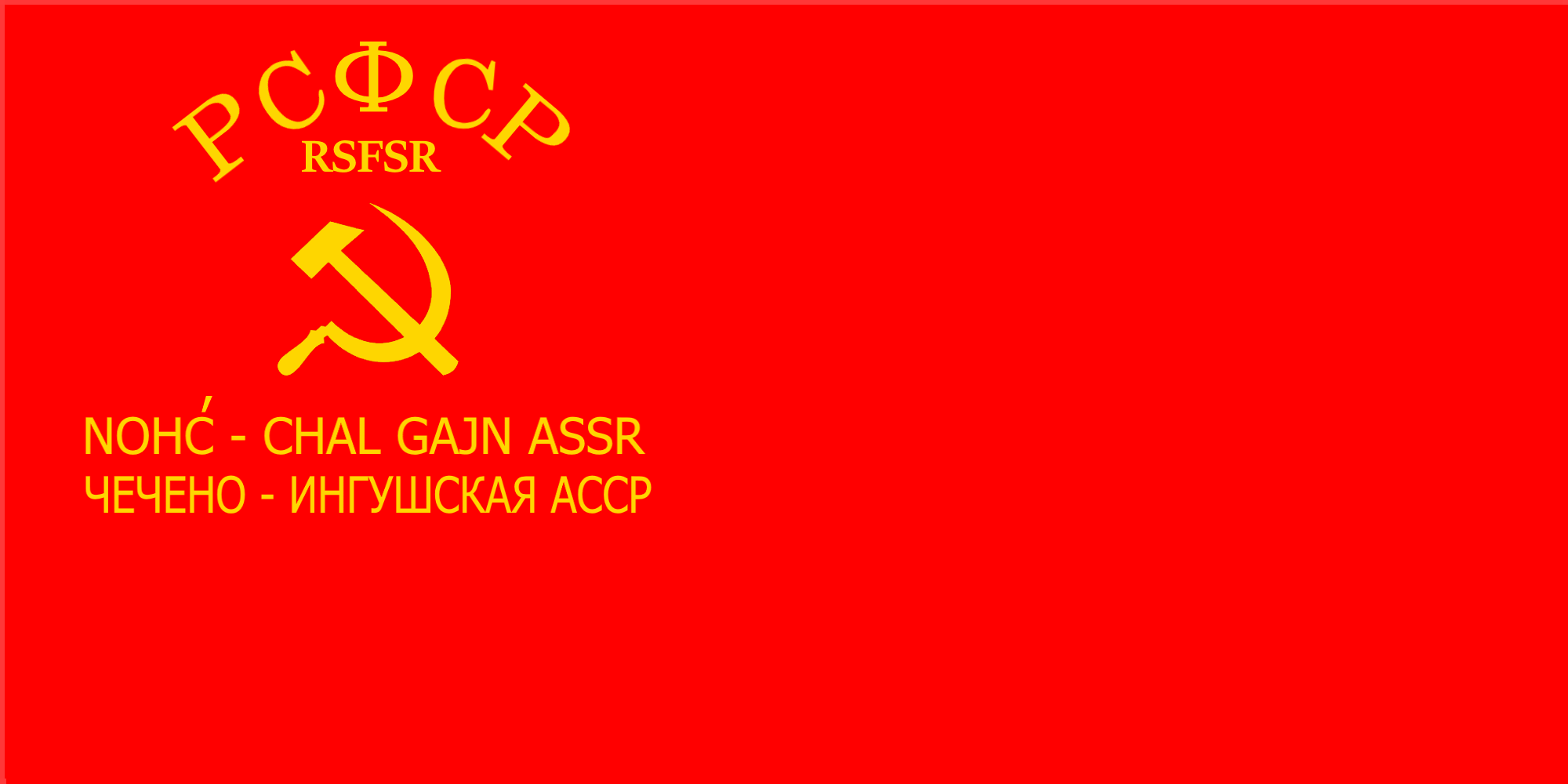
Bandiera della Repubblica Socialista Sovietica Autonoma di Cecenia-Inguscezia (1937-1944)
Bandiera della Repubblica Socialista Sovietica Autonoma di Cecenia-Inguscezia (1957-1978)
Bandiera della Repubblica Socialista Sovietica Autonoma di Cecenia-Inguscezia (1978-1991)
Bandiera della Repubblica cecena di Ichkeria
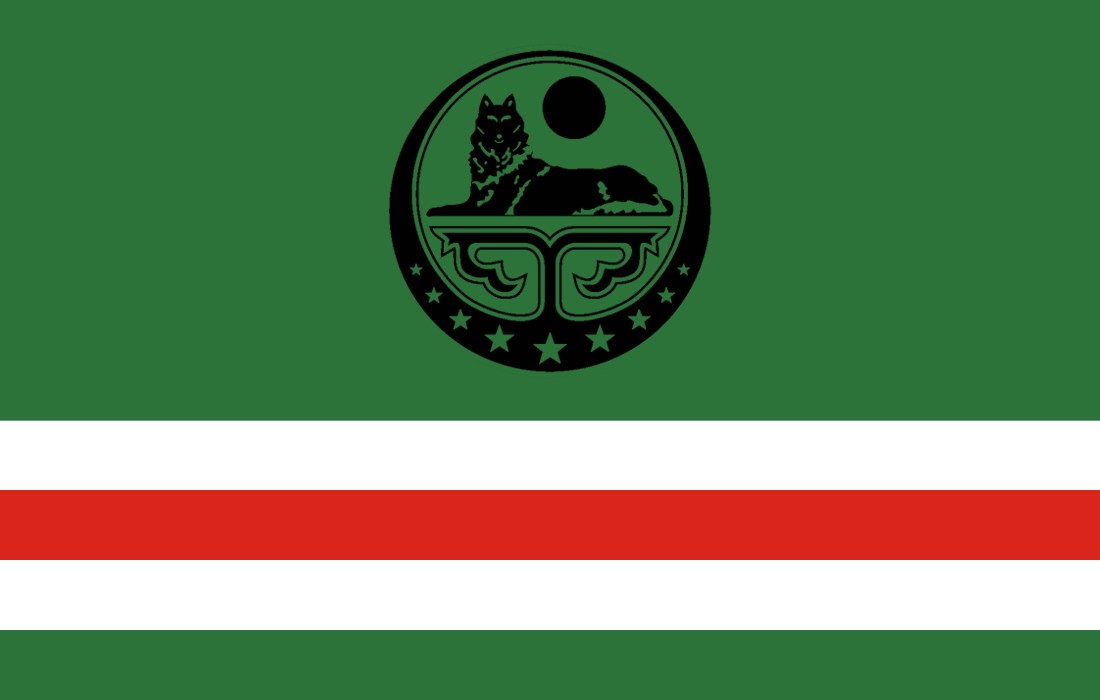
Bandiera della Repubblica cecena di Ichkeria con stemma
Bandiera dei lealisti russi in Cecenia, usata sino al 2004